# کراسنوزنامنکا
کراسنوزنامنکا (به لاتین: Krasnoznamenka) یک منطقهٔ مسکونی در روسیه است که در سرزمین آلتای واقع شده‌است.